# Твайлайт (Західна Вірджинія)
Твайлайт (англ. Twilight) — переписна місцевість (CDP) в США, в окрузі Бун штату Західна Вірджинія. Населення — 74 особи (2020).

## Географія
Твайлайт розташований за координатами 37°55′31″ пн. ш. 81°36′52″ зх. д. / 37.92528° пн. ш. 81.61444° зх. д. (37.925321, -81.614560).  За даними Бюро перепису населення США в 2010 році переписна місцевість мала площу 1,30 км², з яких 1,30 км² — суходіл та 0,00 км² — водойми.

## Демографія
Згідно з переписом 2010 року, у переписній місцевості мешкало 90 осіб у 41 домогосподарстві у складі 26 родин. Густота населення становила 69 осіб/км².  Було 50 помешкань (38/км²).
Расовий склад населення:
| - 98,9 % — білих |

До двох чи більше рас належало 1,1 %. Частка іспаномовних становила 0,0 % від усіх жителів.
За віковим діапазоном населення розподілялося таким чином: 21,1 % — особи молодші 18 років, 58,9 % — особи у віці 18—64 років, 20,0 % — особи у віці 65 років та старші. Медіана віку мешканця становила 51,5 року. На 100 осіб жіночої статі у переписній місцевості припадало 119,5 чоловіків;  на 100 жінок у віці від 18 років та старших — 108,8 чоловіків також старших 18 років.
Цивільне працевлаштоване населення становило 44 особи. Основні галузі зайнятості: сільське господарство, лісництво, риболовля — 34,1 %, науковці, спеціалісти, менеджери — 22,7 %, освіта, охорона здоров'я та соціальна допомога — 11,4 %.